# Latinska myntunionen
Latinska myntunionen, en myntkonvention som inrättades 1865 och omfattade Frankrike, Belgien, Italien och Schweiz, samt från 1869 Grekland. Fler länder, exempelvis Finland, anslöt sig senare. Unionen upphörde 1927.
Enligt densamma skulle av 1 kg myntguld av 0,900 (90%) finhet präglas guldmynt till värde av 3 100 francs och av 1 kg myntsilver av samma finhet 200 francs, dock endast femfrancsstycken - silvermynt av lägre valör var endast skiljemynt -, vilket motsvarade ett värdeförhållande mellan de bägge metallerna av 15½ till 1, det vill säga att varje gäldenär efter eget behag ägde att betala en skuld av 3 100 francs antingen med 1 kg av nyssnämnda finhet i myntad form eller med 15½ kg silver av samma finhet utmyntade i form av femfrancsstycken, oavsett om priset på 15½ kg silver på världsmarknaden för tillfället ställde sig lika med eller högre eller lägre än 1 kg guld (dubbel myntfot). 
1 franc om 4,5 gram silver motsvarade 0,29025 gram guld varvid relativpriset blev 15½. En del länder använde de mynt som utgavs utan vara medlemmar, som Danska Västindien.
Unionen var beroende av ett stabilt relativprisläge mellan guld/silver, men priset ändrades. Guld upptäcktes år 1848 i Kalifornien och 1851 i Australien, med prisfall som följd. Sedan, när detta accepterats, förändrades det igen. Det starka prisfallet på silver gjorde dock att de i konventionen deltagande staterna snart fann sig föranlåtna att inställa vidare prägling av silver i femfrancsstycken (haltande dubbelmyntfot). Giacomo Antonelli som var heliga stolens "ekonomiminister" började prägla silvermynt, då dessa var billigare, och lät växla in dem till guld. Dessa bestod heller inte av helt rent silver, vilket var emot bestämmelserna. 28 december 1850 upphörde guld att vara lagligt betalningsmedel i Belgien. 1873 övergavs den dubbla metallmyntfoten, och guldmyntfot infördes. Efter föregången uppsägning från Frankrikes sida blev konventionens bestämmelser 1885 underkastade en fullständig revision, varefter konventionen i december samma år förnyades.
Kriget 1914 ledde till hamstring av guldmynt och silver. Då detta minskade mängden cirkulerade mynt, steg sedelutgivningen kraftigt, men i olika takt i olika länder i unionen. Den latinska myntunionen, som under första världskriget redan 1915 totalhavererade (hyperinflation i flera länder), men vidhölls emellertid principiellt efter kriget och på initiativ av Schweiz inleddes 1921 förhandlingar i Paris, som ledde till tilläggskonvention av 9 december samma år rörande utväxlingen av Schweiz betydande överskott av de andra konventionsländernas mynt till nedsatt guldvärde. Myntunionen upphörde officiellt 1 januari 1927, efter att beslut tagits. De sista mynt som var i enlighet med standard, var vissa schweiziska franc fram till 1967.